# M-84A4 Snajper
M-84A4 або M-84A4 Snajper — назва хорватського танка виробництва фірми «Джуро Джакович» зі Славонського Броду. Танк M-84A4 являє собою поліпшений варіант танків M-84A та M-84AB, його найціннішими набутками є нова система керування вогнем (СКВ), встановлення кращого стабілізаційного механізму прицільного пристрою і основної гармати, лазерний далекомір. Броня, двигун, коробка передач, розміщення боєзарядів у M-84A4 залишилися такими самими, як у M-84A/M-84AB. Цікаво зауважити, що на основі броньованого шасі M-84A4 хорватські фахівці виготовили нетрадиційний дослідний зразок танка M95 Cobra, оснащений підіймальником, на якому було встановлено прицільні пристрої разом з протитанковими ракетами.

### Вогнева міць
Основу вогневої моці танка M-84A4 становить гармата 2А46 калібру 125 мм з автоматичним зарядним пристроєм. Система керування стрільбою Омега-84 (на основі системи керування стрільбою словенської фірми Фотона) дає змогу влучати в ціль у русі. Основними складовими Омега-84 є стабілізований прицільний пристрій СКС-84, датчики вітру, напрямку, нахилу, цифровий балістичний обчислювач і лазерний далекомір. Лазерний далекомір має діапазон вимірювання до 10 км і точності +/- 7,5 м.

### Броньований захист
Броньований захист M-84A4 лишається на рівні вихідної моделі Т-72, що є недостатнім для сучасного танка. Купол не в спромозі захистити екіпаж від сучасних підкаліберних снарядів та кумулятивних боєголовок.

### Мобільність
На M-84A4 може бути встановлено два двигуни різної потужності. Слабший мотор V46-6 має 780 к.с., а потужніший V-46TK — 1000 к.с., що дає змогу розвивати швидкість 65 км/год. V-46TK являє собою 12-циліндровий, чотиритактний, багатопаливний, з водяним охолодженням двигун. Основним паливом є дизельне, але можна заправляти і бензином з октановим числом до 72 та паливом для реактивних двигунів.